# Liste des lieux patrimoniaux du comté de Brant
Cet article recense les lieux patrimoniaux du comté de Brant inscrits au répertoire des lieux patrimoniaux du Canada, qu'ils soient de niveau provincial, fédéral ou municipal.

## Liste
| [ 1 ] | Lieu patrimonial                                    | Illustration                                  | Municipalité                   | Adresse                    | Coordonnées      | No    | Constr. | Prot.                                    | Rec. | Notes |
| ----- | --------------------------------------------------- | --------------------------------------------- | ------------------------------ | -------------------------- | ---------------- | ----- | ------- | ---------------------------------------- | ---- | ----- |
| M     | 13 Main Street South                                | Téléverser                                    | Brant                          | 13, Main Street S.         | 43.2451 -80.2533 | 9660  | 1888    | Municipal Heritage Designation (Part IV) | 1981 |       |
| M     | Adelaide Hunter Hoodless Homestead                  | Adelaide Hunter Hoodless Homestead            | Brant                          | 359, Blue Lake Road        | 43.238 -80.2899  | 9723  |         | Municipal Heritage Designation (Part IV) | 1983 |       |
| M     | Arlington Hotel                                     | Téléverser                                    | Brant                          | 106, Grand River Street    | 43.1942 -80.3846 | 9984  |         | Municipal Heritage Designation (Part IV) | 1990 |       |
| M     | Asa Wolverton House                                 | Téléverser                                    | Brant                          | 52, Grand River Street     | 43.1908 -80.3784 | 9985  |         | Municipal Heritage Designation (Part IV) | 1979 |       |
| M     | Brant Bowstring Bridge                              | Téléverser                                    | Brant                          | 0, Colborne Street         | 43.1384 -80.2688 | 9927  | 1931    | Municipal Heritage Designation (Part IV) | 2006 |       |
| M     | Bryning Manse                                       | Téléverser                                    | Brant                          | 676, Mount Pleasant Road   | 43.0806 -80.3124 | 9986  |         | Municipal Heritage Designation (Part IV) | 2002 |       |
| M     | Farrington House                                    | Téléverser                                    | Brant                          | 306, Highway 53            | 43.1085 -80.551  | 9987  | 1883    | Municipal Heritage Designation (Part IV) | 2006 |       |
| M     | Gouinlock House                                     | Téléverser                                    | Brant                          | 42, Broadway Street        | 43.1973 -80.3861 | 9988  | 1845    | Municipal Heritage Designation (Part IV) | 1984 |       |
| M     | Hamilton Place                                      | Téléverser                                    | Brant                          | 165, Grand River Street    | 43.1962 -80.3849 | 10113 | 1844    | Municipal Heritage Designation (Part IV) | 2001 |       |
| M     | Hiram Capron House                                  | Téléverser                                    | Brant                          | 8, Homestead Road          | 43.2009 -80.3843 | 9888  | 1831    | Municipal Heritage Designation (Part IV) | 1991 |       |
| F     | Homestead d'Adelaide Hunter Hoodless                | Homestead d'Adelaide Hunter Hoodless          | Brant                          | 359 Blue Lake Road         | 43.2473 -80.2528 | 4115  | 1839    | LHN                                      | 1995 |       |
| M     | Kelly Farm                                          | Téléverser                                    | Brant                          | 289, Pinehurst Road        | 43.2358 -80.3946 | 10114 | 1860    | Municipal Heritage Designation (Part IV) | 1986 |       |
| M     | King's Ward Park                                    | Téléverser                                    | Brant                          | 0, Broadway Street E       | 43.1964 -80.3861 | 10126 |         | Municipal Heritage Designation (Part IV) | 1993 |       |
| M     | Lewis Cope House                                    | Téléverser                                    | Brant                          | 380, Branchton Road        | 43.2808 -80.2476 | 10127 |         | Municipal Heritage Designation (Part IV) | 2007 |       |
| M     | Mount Pleasant Cemetery                             | Mount Pleasant Cemetery                       | Brant                          | 703, Mount Pleasant Road   | 43.0773 -80.3133 | 10128 | 1802    | Municipal Heritage Designation (Part IV) | 2006 |       |
| M     | O'Neail Residence                                   | Téléverser                                    | Brant                          | 899, Keg Lane              | 43.2028 -80.4082 | 10129 | 1861    | Municipal Heritage Designation (Part IV) | 2006 |       |
| M     | Reverend Thomas Henderson House                     | Téléverser                                    | Brant                          | 22, Church Street          | 43.1903 -80.3811 | 10130 | 1845    | Municipal Heritage Designation (Part IV) | 1984 |       |
| M     | The School House                                    | Téléverser                                    | Brant                          | 283, McPherson School Road | 43.2458 -80.3314 | 15478 | 1869    | Municipal Heritage Designation (Part IV) | 1991 |       |
| M     | 108-112 George Street                               | 108-112 George Street                         | Brantford                      | 108-112, George Street     | 43.143 -80.2628  | 9637  | 1861    | Municipal Heritage Designation (Part IV) | 1989 |       |
| M     | 12 Ada Avenue                                       | 12 Ada Avenue                                 | Brantford                      | 12, Ada Avenue             | 43.1487 -80.2784 | 15689 |         | Municipal Heritage Designation (Part IV) | 1993 |       |
| M     | 125 Grand River Avenue                              | Téléverser                                    | Brantford                      | 125, Grand River Avenue    | 43.139 -80.2713  | 15858 | 1880    | Municipal Heritage Designation (Part IV) | 2006 |       |
| M     | 171 Wellington Street                               | 171 Wellington Street                         | Brantford                      | 171, Wellington Street     | 43.1417 -80.2569 | 15848 |         | Municipal Heritage Designation (Part IV) | 1991 |       |
| M     | 176 Wellington Street                               | 176 Wellington Street                         | Brantford                      | 176, Wellington            | 43.1417 -80.2565 | 15683 |         | Municipal Heritage Designation (Part IV) | 1992 |       |
| M     | 48 Albion Street                                    | 48 Albion Street                              | Brantford                      | 48, Albion                 | 43.143 -80.2701  | 15692 |         | Municipal Heritage Designation (Part IV) | 1998 |       |
| M     | 6 Henrietta Street                                  | 6 Henrietta Street                            | Brantford                      | 6, Henrietta               | 43.1457 -80.2749 | 15693 |         | Municipal Heritage Designation (Part IV) | 1989 |       |
| M     | 87 Sheridan Street                                  | 87 Sheridan Street                            | Brantford                      | 87, Sheridan Street        | 43.1441 -80.26   | 15860 | 1887    | Municipal Heritage Designation (Part IV) | 1993 |       |
| M     | 89 Charlotte Street                                 | 89 Charlotte Street                           | Brantford                      | 89, Charlotte Street       | 43.1436 -80.2612 | 9068  | 1858    | Municipal Heritage Designation (Part IV) | 1985 |       |
| M     | 91 North Park Street                                | 91 North Park Street                          | Brantford                      | 91, North Park             | 43.1582 -80.2691 | 15696 |         | Municipal Heritage Designation (Part IV) | 2006 |       |
| M     | Bell Monument                                       | Bell Monument                                 | Brantford                      | 41, West Street            | 43.1412 -80.2686 | 10785 | 1917    | Municipal Heritage Designation (Part IV) | 2005 |       |
| M     | Brant Avenue Heritage Conservation District         | Téléverser                                    | Brantford                      | Brant Avenue               | 43.1395 -80.2698 | 9746  | 1889    | Heritage Conservation District (Part V)  | 1988 |       |
| M     | Brant County War Memorial                           | Téléverser                                    | Brantford                      | 6, Dalhousie Street        | 43.1401 -80.2438 | 10020 | 1933    | Municipal Heritage Designation (Part IV) | 1996 |       |
| M     | Brantford Waterworks Building                       | Téléverser                                    | Brantford                      | 324, Grand River Avenue    | 43.1403 -80.2956 | 10021 | 1889    | Municipal Heritage Designation (Part IV) | 1994 |       |
| M     | Brethour House                                      | Brethour House                                | Brantford                      | 88, Brant Avenue           | 43.1418 -80.272  | 10022 | 1870    | Municipal Heritage Designation (Part IV) | 1986 |       |
| M     | Carnegie Library, Brantford                         | Carnegie Library, Brantford                   | Brantford                      | 73, George Street          | 43.1409 -80.2625 | 9885  | 1904    | Municipal Heritage Designation (Part IV) | 1978 |       |
| F     | Chapelle de Sa Majesté / St. Paul des Agniers       | Chapelle de Sa Majesté / St. Paul des Agniers | Brantford                      | 301 Mohawk Street          | 43.1334 -80.2624 | 11630 | 1785    | LHN                                      | 1981 |       |
| M     | Cockshutt Plow Company                              | Téléverser                                    | Brantford                      | 66, Mohawk Street          | 43.1296 -80.2495 | 15694 | 1903    | Municipal Heritage Designation (Part IV) | 2002 |       |
| M     | The Crystal Cottage                                 | The Crystal Cottage                           | Brantford                      | 35, Chatham Street         | 43.1429 -80.2649 | 15812 |         | Municipal Heritage Designation (Part IV) | 1985 |       |
| M     | Downs House                                         | Downs House                                   | Brantford                      | 36, William Street         | 43.1418 -80.2704 | 15862 | 1860    | Municipal Heritage Designation (Part IV) | 1991 |       |
| F     | Édifice fédéral                                     | Édifice fédéral                               | Brantford                      | 60 Dalhousie Street        | 43.1398 -80.2657 | 4155  | 1915    | Recognized Federal Heritage Building     | 1985 |       |
| F     | Église anglicane St. Jude                           | Église anglicane St. Jude                     | Brantford                      | 81 Peel Street             | 43.1399 -80.2534 | 12563 | 1871    | LHN                                      | 1993 |       |
| M     | Fred Chalcraft Residence                            | Fred Chalcraft Residence                      | Brantford                      | 48, Palmerston Avenue      | 43.1479 -80.2789 | 15864 |         | Municipal Heritage Designation (Part IV) | 2002 |       |
| M     | Freeman B. Shaver Residence                         | Freeman B. Shaver Residence                   | Brantford                      | 7, Maple Avenue            | 43.147 -80.2778  | 15850 |         | Municipal Heritage Designation (Part IV) | 1999 |       |
| M     | G. Gordon Caudwell House                            | G. Gordon Caudwell House                      | Brantford                      | 94, Lorne Crescent         | 43.145 -80.2751  | 15851 | 1914    | Municipal Heritage Designation (Part IV) | 1999 |       |
| F     | Gare ferroviaire du Canadien National               | Téléverser                                    | Brantford                      | 5 Wadsworth St.            | 43.146 -80.266   | 4515  | 1905    | Heritage Railway Station                 | 1989 |       |
| M     | Glenhyrst                                           | Téléverser                                    | Brantford                      | 20, Ava Road               | 43.1573 -80.2872 | 10024 | 1922    | Municipal Heritage Designation (Part IV) | 2000 |       |
| M     | Greenwood Cemetery                                  | Téléverser                                    | Brantford                      | 220, Clarence Street       | 43.1497 -80.2603 | 10025 | 1850    | Municipal Heritage Designation (Part IV) | 1996 |       |
| M     | Hughes House                                        | Téléverser                                    | Brantford                      | 41, Lorne Crescent         | 43.1438 -80.2764 | 15885 |         | Municipal Heritage Designation (Part IV) | 2000 |       |
| M     | J. R. Thompson Residence                            | J. R. Thompson Residence                      | Brantford                      | 111, Dufferin Avenue       | 43.1465 -80.2803 | 15811 |         | Municipal Heritage Designation (Part IV) | 2002 |       |
| M     | James L. Sutherland Residence                       | James L. Sutherland Residence                 | Brantford                      | 50, Dufferin Avenue        | 43.1452 -80.2768 | 10026 | 1896    | Municipal Heritage Designation (Part IV) | 1988 |       |
| M     | Jarvis House                                        | Téléverser                                    | Brantford                      | 24, Lorne Crescent         | 43.1438 -80.2749 | 15691 |         | Municipal Heritage Designation (Part IV) | 1999 |       |
| M     | John Maxwell Residence                              | John Maxwell Residence                        | Brantford                      | 81, Albion                 | 43.1444 -80.2713 | 15698 |         | Municipal Heritage Designation (Part IV) | 1990 |       |
| M     | Jubilee Terrace Park                                | Téléverser                                    | Brantford                      | 10, Brant Avenue           | 43.1068 -80.4074 | 10042 | 1897    | Municipal Heritage Designation (Part IV) | 1996 |       |
| M     | Lawyer's Hall                                       | Lawyer's Hall                                 | Brantford                      | 76, Colborne Street        | 43.1383 -80.2669 | 10045 | 1869    | Municipal Heritage Designation (Part IV) | 1982 |       |
| F     | Maison familiale rurale de Bell                     | Maison familiale rurale de Bell               | Brantford                      | 94 Tutela Heights Road     | 43.1082 -80.2708 | 12773 | 1858    | LHN                                      | 1996 |       |
| F     | Manège militaire                                    | Manège militaire                              | Brantford                      | 18 Brant Avenue            | 43.1387 -80.2694 | 9732  | 1893    | Recognized Federal Heritage Building     | 1992 |       |
| M     | Masonic Temple Building                             | Masonic Temple Building                       | Brantford                      | 76, Dalhousie Street       | 43.1394 -80.265  | 10043 | 1910    | Municipal Heritage Designation (Part IV) | 1991 |       |
| M     | Messiah Church                                      | Messiah Church                                | Brantford                      | 35, Wellington Street      | 43.1411 -80.2659 | 15852 | 1869    | Municipal Heritage Designation (Part IV) | 1979 |       |
| M     | Montessori House of Children                        | Montessori House of Children                  | Brantford                      | 85, Charlotte Street       | 43.1434 -80.2611 | 15752 | 1875    | Municipal Heritage Designation (Part IV) | 1989 |       |
| M     | Myrtleville House                                   | Téléverser                                    | Brantford                      | 34, Myrtleville Drive      | 43.1738 -80.2972 | 10044 | 1837    | Municipal Heritage Designation (Part IV) | 1981 |       |
| M     | Robert E. Ryerson Residence                         | Téléverser                                    | Brantford                      | 18, Ada Avenue             | 43.1488 -80.2787 | 15853 |         | Municipal Heritage Designation (Part IV) | 1994 |       |
| M     | S.R. Drake Memorial Church                          | S.R. Drake Memorial Church                    | Brantford                      | 165, Murray Street         | 43.1403 -80.2522 | 10046 | 1896    | Municipal Heritage Designation (Part IV) | 1985 |       |
| M     | Sanderson Centre                                    | Sanderson Centre                              | Brantford                      | 88, Dalhousie Street       | 43.1395 -80.2646 | 10047 | 1919    | Municipal Heritage Designation (Part IV) | 1988 |       |
| M     | Scott House                                         | Téléverser                                    | Brantford                      | 7, Egerton Street          | 43.1462 -80.2768 | 10050 | 1878    | Municipal Heritage Designation (Part IV) | 2005 |       |
| M     | Shanahan House                                      | Shanahan House                                | Brantford                      | 98, William Street         | 43.1447 -80.2729 | 15865 | 1879    | Municipal Heritage Designation (Part IV) | 2000 |       |
| M     | The Muir House                                      | The Muir House                                | Brantford                      | 30, Lorne Crescent         | 43.1438 -80.2761 | 15856 |         | Municipal Heritage Designation (Part IV) | 1999 |       |
| M     | Thorpe Brothers Funeral Home                        | Thorpe Brothers Funeral Home                  | Brantford                      | 96, West Street            | 43.1433 -80.2671 | 10051 |         | Municipal Heritage Designation (Part IV) | 1983 |       |
| M     | Victoria Park Square                                | Victoria Park Square                          | Brantford                      | 65, Market Street          | 43.1349 -80.263  | 10052 | 1861    | Municipal Heritage Designation (Part IV) | 1986 |       |
| M     | Victoria Park Square Heritage Conservation District | Téléverser                                    | Brantford                      | Downtown                   | 43.1349 -80.263  | 9899  | 1970    | Heritage Conservation District (Part V)  | 1991 |       |
| M     | Walter R. Turnbull Residence                        | Walter R. Turnbull Residence                  | Brantford                      | 38, Dufferin Avenue        | 43.145 -80.2762  | 15845 |         | Municipal Heritage Designation (Part IV) | 1998 |       |
| F     | Chiefswood                                          | Chiefswood                                    | Six Nations of the Grand River | 1037 Highway 54            | 43.1011 -80.0945 | 7407  | 1856    | LHN                                      | 1953 |       |
| M     | Chiefswood                                          | Chiefswood                                    | Six Nations of the Grand River | 1037, Hwy. 54              | 43.0995 -80.0952 | 8297  | 1991    | Municipal Heritage Designation (Part IV) | 1991 |       |